# Progradieren

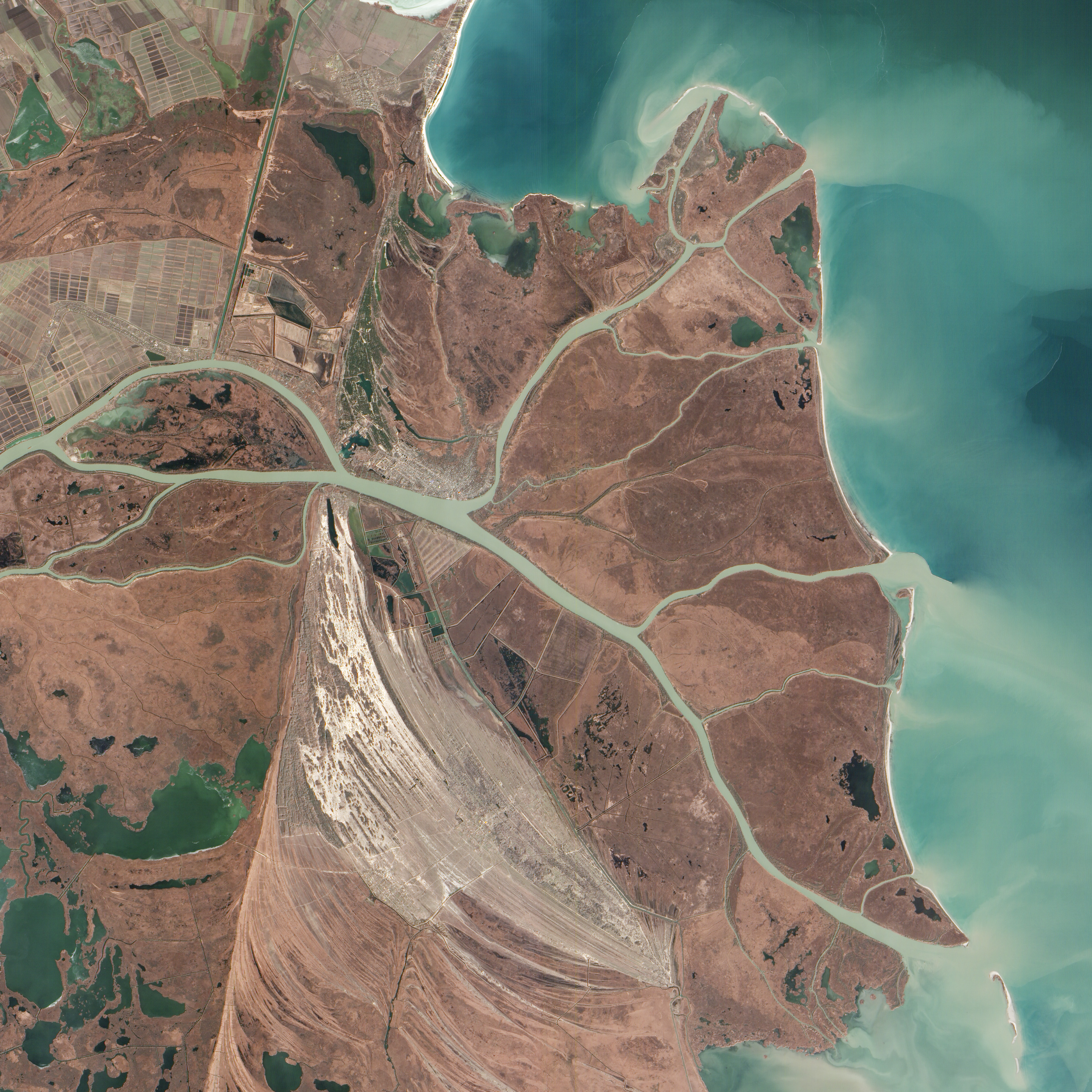
Satellitenaufnahme des nördlichsten Lobus des Donaudeltas (Chilia-Lobus). Die Donau hat hier im Laufe der letzten Tausend Jahre durch Abladen ihrer Sedimentfracht die Küstenlinie immer weiter nach Osten verschoben. Dort wo einst Meer war, erstreckt sich heute Marschland.

Als Progradieren oder Progradation (von lateinisch pro ‚vor‘, und gradus ‚Schritt‘) wird in der Sedimentologie das Wachstum bzw. Vorrücken eines Sedimentationskörpers, beispielsweise eines Flussdeltas oder eines alluvialen Schwemmfächers, in Richtung des Zentrums des entsprechenden Sedimentbeckens bezeichnet. Dieses Wachstum äußert sich in der Verlagerung der Faziesgürtel (vgl. Ablagerungsmilieu) eines solchen Sedimentkörpers in Richtung des Zentrums des Sedimentbeckens.

## Beschreibung
Durch Progradation bzw. die Verlagerung der Faziesgürtel werden häufig Ablagerungen sandiger Korngröße (Psammite) in den vormaligen Sedimentationsraum feinerer, pelitischer Ablagerungen eingebracht. Ursächlich ist in erster Linie eine hohe Zufuhr oder In-situ-Produktion von Sedimenten. Innerhalb der vertikalen Abfolge ist ein progradierendes System daher oft durch die Zunahme der Korngröße vom Liegenden (unten) zum Hangenden (oben), dem coarsening upward, gekennzeichnet. Nicht selten geht dies mit einem Wechsel von mariner hin zu terrestrischer oder stärker terrestrisch beeinflusster Sedimentation einher. Progradation ist in Meeresbecken (Schelfen) somit stets gleichbedeutend mit Regression, wobei bei einer „normalen Regression“ (engl. normal regression) ausschließlich die hohen Ablagerungsraten für die Progradation ausschlaggebend sind, während bei „erzwungener Regression“ (engl. forced regression) auch ein langsames eustatisches Absinken des Meeresspiegels hinzukommt und neben der Progradation zugleich auch ein sogenanntes Downstepping, d. h. eine Reduktion der Gesamtmächtigkeit des Sedimentkörpers erfolgt.
Die Identifizierung von sedimentären Zyklen, die Progradation anzeigen, und der dahinter stehenden Ursachen wird besonders in der Sequenzstratigraphie zur Rekonstruktion des Sedimentationsgeschehens und der paläogeographischen Entwicklung sowie der Parallelisierung geologischer Profile in einem Sedimentbecken betrieben. Die dazu benötigten Techniken wurden im Zusammenhang mit der kommerziellen Exploration fossiler Kohlenwasserstoffe entwickelt.
Im Gegensatz dazu steht das Retrogradieren, bei der sich die Faziesgürtel landwärts verlagern.